# Teoria afektów
Teoria afektów (niem. Affektenlehre) – teoria w muzykologii, dotycząca okresu barokowego (lata ok. 1600-1750). Teoria wywodzi się z retoryki muzycznej wcześniejszych okresów. Została rozwinięta przez teoretyków i kompozytorów epoki baroku w ogólnie przyjęty kod, składający się z figur retorycznych.
Głównym założeniem teorii afektów jest przypisanie określonej figurze muzycznej z góry określonego pojęcia czy uczucia w celu wzmocnienia relacji pomiędzy muzyką a słowem (np. figura o nazwie "anabasis" stosowana do wyrażenia podniosłych, radosnych zjawisk czy uwielbienia, np. na słowach "et ascendit" [i wstąpił], która ma formę wstępującej melodii. Jej przeciwieństwem jest "catabasis" o melodii zstępującej, wyrażający m.in. smutek, np. na słowach "crucifixus" [ukrzyżowany], "sepultus" [pogrzebion]).
Doktryna wypadła z użycia w okresie klasycznym, kiedy kompozytorzy i muzykolodzy uznali ją za nazbyt mechaniczną i nienaturalną.